# لاكريم
لاكريم او لكريم (واسمه الحقيقي كريم زينود)، مغني راب فرنسي من أصول جزائرية، ولد في 19 أبريل عام 1985 في أحد الأحياء الصغيرة في العاصمة الفرنسية باريس.

## حياته
بدء لاكريم مسيرته في فن الراب بالعمل مع العديد من المغنيين الصاعدين وقد كانت بداية شهرته بعد إصداره لمجموعة من الألبومات والاغاني التي عبّر من خلالها عن القضايا الاجتماعية التي يعاني منها المجتمع الذي يعيش فيه مما جعل شهرته تظهر في وقت قصير.
اصدر لاكريم بعدها ألبوميين تصدرا القوائم الغنائية الفرنسية وهما البوم Corleone عام 2014 وألبوم Force & Honneur عام 2017. 
يذكر أن السلطات الفرنسية كانت قد أصدرت مذكرة توقيف وسجن بحقه لمدة 3 سنوات لحيازته السلاح، فهرب إلى المغرب ولكنه سلم نفسه في النهاية، خفضت الحكومة الفرنسية الحكم الصادر ضده لتعاونه، أخلي سبيله عام 2016 بعد انقضاء المدة المحكوم بقضائها في السجن.

## قائمة الألبومات
| السنة | الألبوم         | Peak positions | Peak positions | Peak positions | Peak positions   | Certification |
| السنة | الألبوم         | FR             | أولتراتوب      | أولتراتوب      | هيت باراد سويسرا | Certification |
| ----- | --------------- | -------------- | -------------- | -------------- | ---------------- | ------------- |
| 2014  | Corleone        | 1              | 113            | 6              | 37               | Platinum      |
| 2017  | Force & Honneur | 1              | 105            | 2              | 8                | Platinum      |

## روابط خارجية
- لاكريم على موقع IMDb (الإنجليزية)
- لاكريم على موقع ميوزك برينز (الإنجليزية)
- لاكريم على موقع أول ميوزيك (الإنجليزية)
- لاكريم على موقع ديسكوغز (الإنجليزية)